# Ай Вэйвэй
Ай Вэйвэй (кит. 艾未未, англ. Ai Weiwei; род. 28 августа 1957 года, Пекин, Китай) — китайский современный художник и архитектор, куратор и критик, основатель и директор «China Art Archive & Warehouse». В рейтинге за 2011 год «Сто самых влиятельных персон в арт-мире», составляемом журналом «ArtReview», Ай Вэйвэй занял первое место. По версии журнала «Time», он занимает 24-ю строчку в списке самых влиятельных людей мира.

## Биография
Родился 28 августа 1957 года в Пекине (Китай). Отец художника — выдающийся китайский поэт Ай Цин (Ai Qing, 1910—1996), с конца пятидесятых содержавшийся в ссылке и не печатавшийся до реабилитации в 1978 году. В течение шестнадцати лет работой Ай Цина была чистка деревенских общественных туалетов. «Он и меня этому научил, — вспоминал Ай Вэйвэй. — Он был великим мыслителем. Его туалеты сверкали чистотой, он превращал их в произведение искусства, в подобие музея».
С 1958 по 1978 год Ай Вэйвэй жил в Синьцзяне. В 1978 году поступил в Пекинскую киноакадемию, где обучался анимации. Стал в 1980 году одним из основателей арт-группы «Звёзды».
В 1981 году бежал в США, опасаясь преследования со стороны властей. В 1982 году поступил в нью-йоркскую Школу дизайна «Парсонс» (Новая школа). С 1981 по 1993 год жил в США, преимущественно в Нью-Йорке. Наибольшее впечатление на Вэйвэя в США произвели поп-арт и концептуализм.
В 1993 году вернулся в Китай из-за болезни отца. В 1994 году основал «China Art Archives and Warehouse» в Пекине. В 2003 году стал специальным экспертом по дизайну национального стадиона Олимпийских игр 2008, в сотрудничестве с Herzog & de Meuron. Жил и работал в Пекине.
Предпринял собственное расследование обстоятельств Сычуаньского землетрясения 2008 года. Публиковал в своём блоге не попавшие в официальную статистику имена погибших детей и сведения о коррупции в строительном бизнесе, вследствие которой в первые минуты катастрофы разрушились десятки плохо построенных школ. Ай Вэйвэй был жестоко избит полицией за то, что попытался выступить на суде в поддержку обличавшего сычуаньскую администрацию правозащитника.
Вэйвэю было запрещено покидать Китай, а его мастерская в Шанхае снесена по распоряжению местных властей. В 2011 году в пекинском Центре современного искусства Улленса (UCCA) отменили проведение первой в стране крупной ретроспективы Вэйвэя.
В марте 2011 года было объявлено о переезде Вэйвэя в Берлин в связи с политическими преследованиями.
В 2019 году перебрался в Великобританию, на 2021 год жил в Лиссабоне.

### Арест и заключение
3 апреля 2011 года в пекинском аэропорту Шоуду перед посадкой в самолёт, на котором Ай Вэйвэй собирался вылететь в Гонконг, художник был арестован двумя полицейскими, которые заявили сопровождавшим Ай Вэйвэя, что у художника появились «другие дела» и он никуда не полетит. Также на время обысков на несколько часов были задержаны жена художника Лю Цин и восемь его сотрудников, были обысканы дом, студия и галерея художника. Полиция изъяла компьютеры и другие цифровые устройства. С 4 апреля запросы с именем художника в китайских интернет-поисковиках были заблокированы.
С требованием освободить Ай Вэйвэя 4 апреля выступили представители мирового арт-сообщества, среди которых директор Галереи Тейт Николас Серота, скульпторы Энтони Гормли и Аниш Капур, близкий друг Ай Вэйвэя Олафур Элиассон. 5 апреля США потребовали от Китая немедленно освободить художника и диссидента Ай Вэйвэя.
Официальное заявление появилось лишь 7 апреля 2011 года: государственное информагентство «Синьхуа» обнародовало сообщение о том, что «Ай Вэйвэй находится под законным следствием и подозревается в неких экономических преступлениях». Уже после освобождения Вэйвея появится информация, что власти «рассматривали даже возможность обвинить его в двоежёнстве».
Музей Гуггенхайма создал онлайн-петицию с призывом освободить Ай Вэйвэя. Эту инициативу поддержали также нью-йоркский Музей современного искусства (MoMA), Лос-анджелесский музей искусства, Институт искусств Миннеаполиса и многие другие. На 12 мая 2011 года эту петицию подписали более 130 000 человек.
17 апреля 2011 года в поддержку арестованного художника была проведена Всемирная акция «1001 стул для Ай Вэйвэя». В ходе акции люди будут приходить со своими стульями к посольствам Китая в мировых столицах (Нью-Йорк, Стокгольм, Лондон, Париж, Бостон, Берлин, Афины, Москва и др.) и в течение часа будут молча сидеть перед зданиями посольств.
19 апреля 2011 года со статьёй в защиту Ай Вэйвэя в газете «The New York Times» выступил знаменитый писатель Салман Рушди.
23 апреля 2011 года на улицы Гонконга в поддержку Ая Вэйвэя вышли больше тысячи протестующих. На стенах зданий Гонконга начали появляться портреты Ая, выполненные неизвестными уличными художниками, которых уже ищет полиция.
В начале мая 2011 года в поддержку Ай Вэйвэя с официальным заявлением выступили Фонд Энди Уорхола и Фонд Роберта Раушенберга.
10 мая 2011 года в парижском Grand Palais британский скульптор Аниш Капур презентовал новую экспозицию «Левиафан», занимающую площадь 13 500 м². Своё творение с четырьмя куполами, 90 метров в длину и 45 в высоту, напоминающее футуристический дирижабль, Капур посвятил Ай Вэйвэю. Более того, Аниш Капур предложил в знак протеста закрыть все музеи и галереи мира на один день.
В мае 2011 года английская ежедневная газета «The Times» начала кампанию солидарности с Ай Вэйвэем. Газета начала публиковать заявления известных людей с требованиями немедленного освобождения художника из заключения. Одними из первых стали Дэмиен Хёрст и Аниш Капур. Начало этой кампании было отмечено акцией: художники Аниш Капур и Корнелия Паркер лично отнесли к квартире премьер-министра Великобритании Дэвида Кэмерона на Даунинг-стрит 10 больших портретов Вэйвэя с множеством подписей членов британского художественного сообщества.
В июне 2011 года британский скульптор Аниш Капур заявил об отмене своей выставки в Национальном музее Китая в Пекине, запланированной на 2012 год в рамках фестиваля «Британия сейчас».
22 июня 2011 года был освобождён с формулировкой «как признавший свою вину и по состоянию здоровья». Сторонники Вэйвея считают, что Пекин попытался «сохранить лицо» в канун начинающихся в ближайшие дни визитов премьера Госсовета КНР Вэнь Цзябао в Берлин, Лондон и Будапешт.

## Творчество
Искусство Ай Вэйвэя формально часто опирается на утопические амбиции «нового мира» конструктивизма. При этом, художник создаёт тонкие политические произведения, которые занимают критическую позицию в отношении радикальных изменений, происходящих в Китае. Эклектичная и энергичная деятельность Ай Вэйвэя охватывает широкое поле в области искусства и культуры — от кураторской деятельности и руководства «China Art Archive & Warehouse» до работы архитектора-консультанта «Птичьего гнёзда» (олимпийского стадиона в Пекине), при этом художник активно выставляется по всему миру. Название его компании — «Fake Design» напоминает о репутации Китая как страны подделок. Но Ай Вэйвэю оно нравится также потому, что китайское произношение звучит как английское ругательство.
Ай Вэйвэй был основателем и членом группы художников, которые называли себя «Xing Xing» или «Звезды». В 1979 художники выставили их работы на тротуаре перед художественным музеем в Пекине. Полиция закрыла выставку на второй день.
После возвращения в Китай в 1993 Ай Вэйвэй обратился к элементам традиционной китайской культуры в своём творчестве, используя национальный символизм в провокационной манере. Художник начал создавать себе имя, портя бесценные китайские артефакты. Он разбирал антикварную мебель и затем собирал из неё странные нефункциональные объекты. Для одной из своих работ он позволил урне династии Хань упасть на землю и разбиться (Dropping a Han Dynasty Urn, 1995—2004 (недоступная ссылка)). Другой объект национальной гордости также был испорчен — он нарисовал на древней вазе логотип Coca Cola (https://web.archive.org/web/20090611145923/http://maryboonegallery.com/artist_info/pages/ai/detail1.html Han Dynasty Urn with Coca-Cola Logo, 1994). Ай Вэйвэй часто использует керамику в творчестве. Керамическое искусство сильно связано с китайской культурной самобытностью. Одна из его работ, Pillars (недоступная ссылка) (2006—2007) — лес из ваз большого размера, среди которых посетители могут прогуляться.

### Fairytale / Сказка

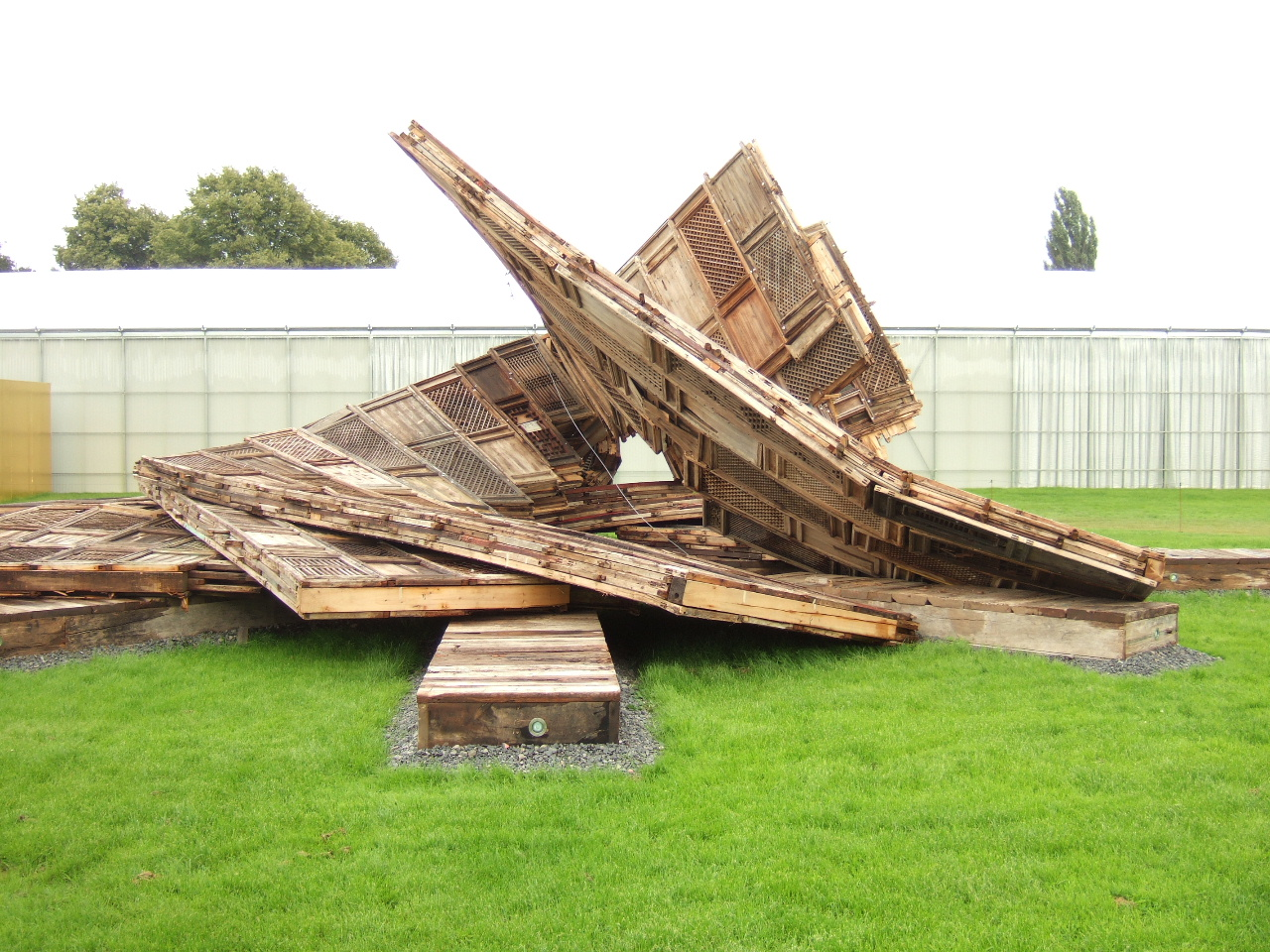
«Трафарет» — Кассель (2007)

На выставке «Документа» в 2007 Ай Вэйвэй представил масштабный проект, названный Fairytale (недоступная ссылка), для которого художник оплатил приезд из Китая в Кассель 1001 читателю своего блога, снабдил их всем необходимым собственного дизайна, от чемоданов до койко-мест в импровизированных хостелах, и задокументировал сказочное путешествие бедных соотечественников, даже не мечтавших побывать на Западе, в фотографиях и видео. Помимо 1001 китайца, которые получили шанс впервые побывать в Европе, Ай Вэйвэй купил 1001 стул династии Цин, которые можно было обнаружить на всей выставочной площади «Документы».

### Forever
Forever (2003) — большая и в то же время невесомая скульптура, сделанная из самых полезных объектов китайской повседневной жизни — велосипедов. 42 настоящих китайских велосипеда (были сделаны в 1940 и до сих пор производятся в Шанхае) собраны в круговую инсталляцию, своего рода памятник бесконечному движению и редимейду Дюшана.

### Descending light
Descending light (2007) — огромный светильник, который занимает почти всю комнату в галерее. Произведение состоит из 60000 красных кристаллов. Светильник не свисает с потолка, он будто бы упал на землю и лежит, все ещё светясь, изогнувшись на полу. Красный свет ассоциируется в Китае с коммунизмом и традиционным китайским праздником. Descending light является частью серии световых скульптурных форм, которую Ай Вэйвэй начал в 2002 с работы Chandelier, созданной для Триеннале Гуанчжоу.

### Worldmap
Произведение «Worldmap» состоит из 2000 слоёв одежды, аккуратно вырезанных в форме карты мира. Для создания «Worldmap» понадобилось много рабочих рук — преднамеренный шаг со стороны Вэйвэя, который хотел подчеркнуть статус Китая, как место с неисчерпаемым количеством дешёвой рабочей силы в швейной и текстильной промышленности.

### Семена подсолнечника
Проект, открывшийся в октябре 2010 года в Турбинном зале лондонского музея Тейт Модерн, представляет собой 100 000 000 семян подсолнечника, ровным слоем рассыпанных по полу Турбинного зала. Семена вручную изготовлены из фарфора и раскрашены. Над их изготовлением трудилось 1600 китайских рабочих. По ковру из семечек разрешалось ходить посетителям музея, но вскоре после открытия выставки «хождение по фарфору» было прекращено: это создавало много фарфоровой пыли, опасной для здоровья.

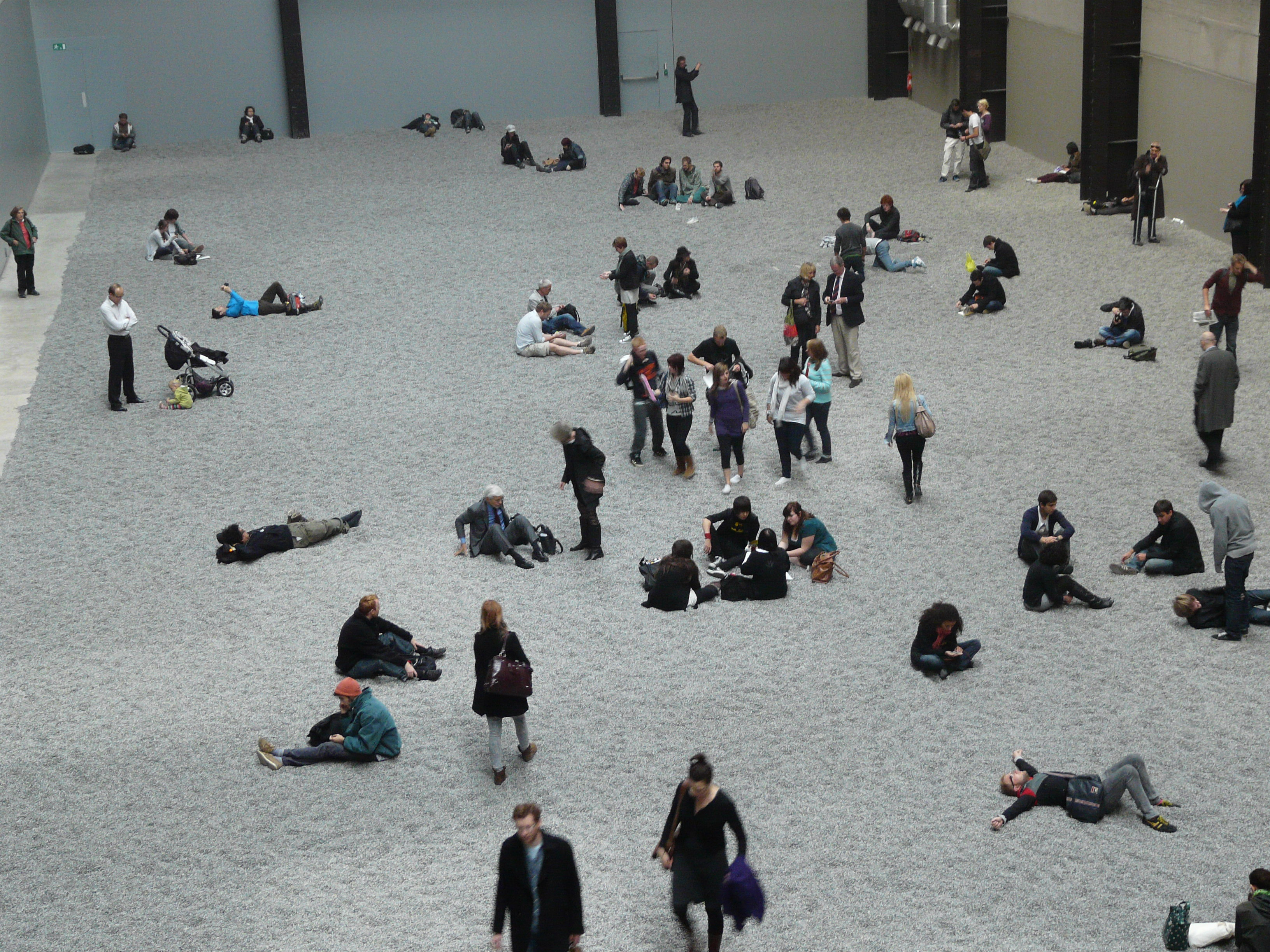
«Семена подсолнечника», октябрь 2010 г.
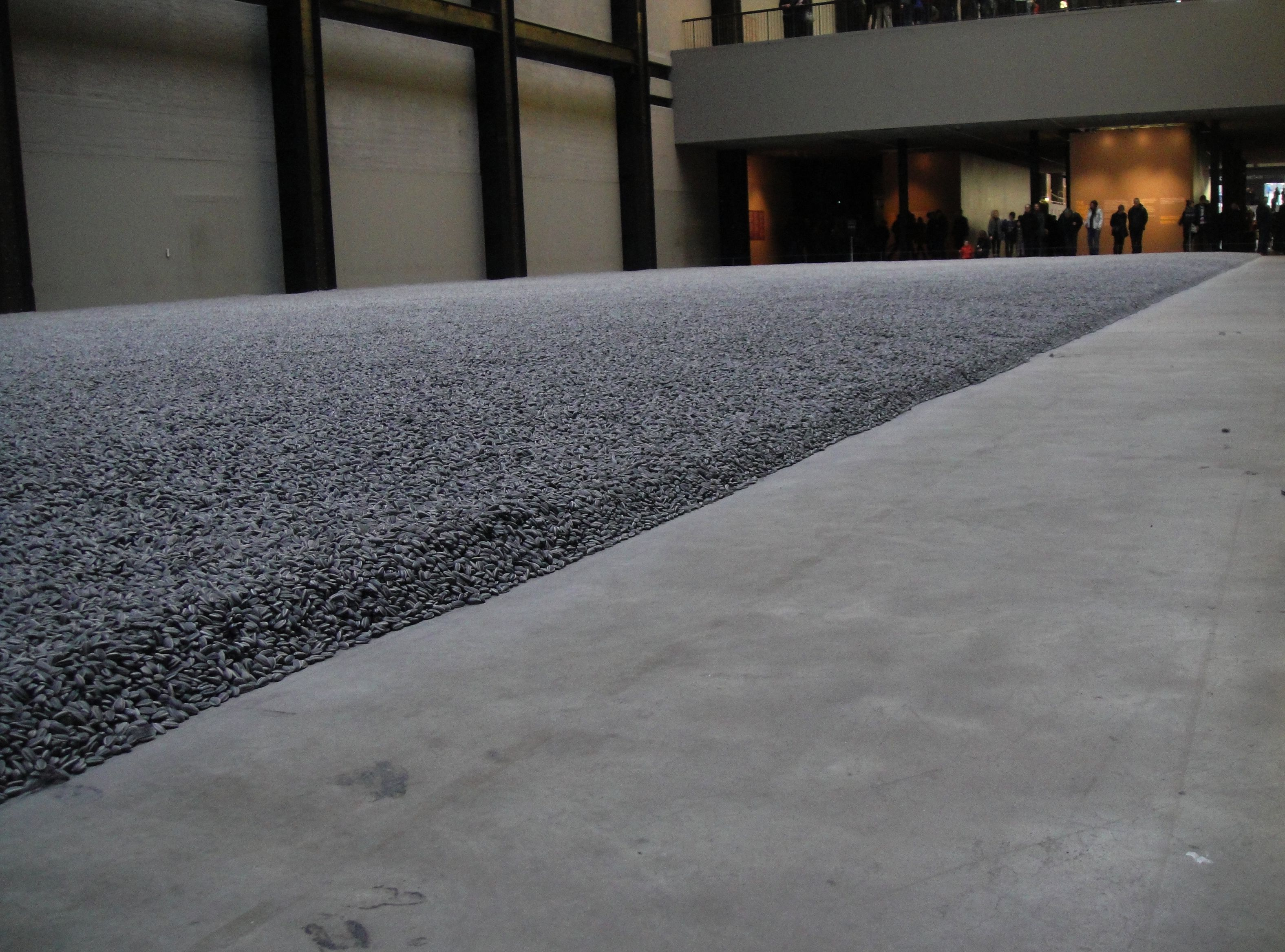
«Семена подсолнечника», январь 2011 г.
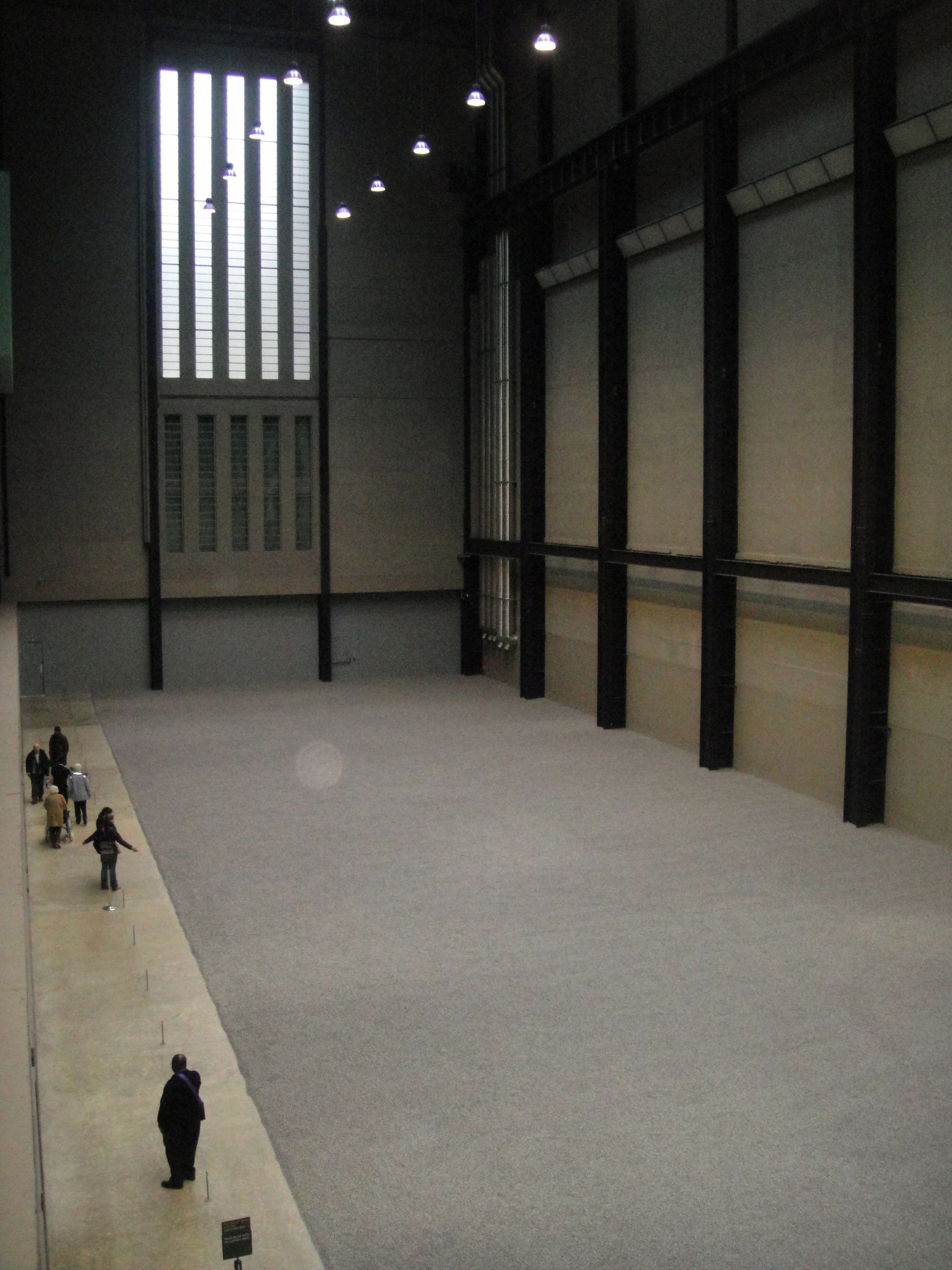
«Семена подсолнечника», январь 2011 г.
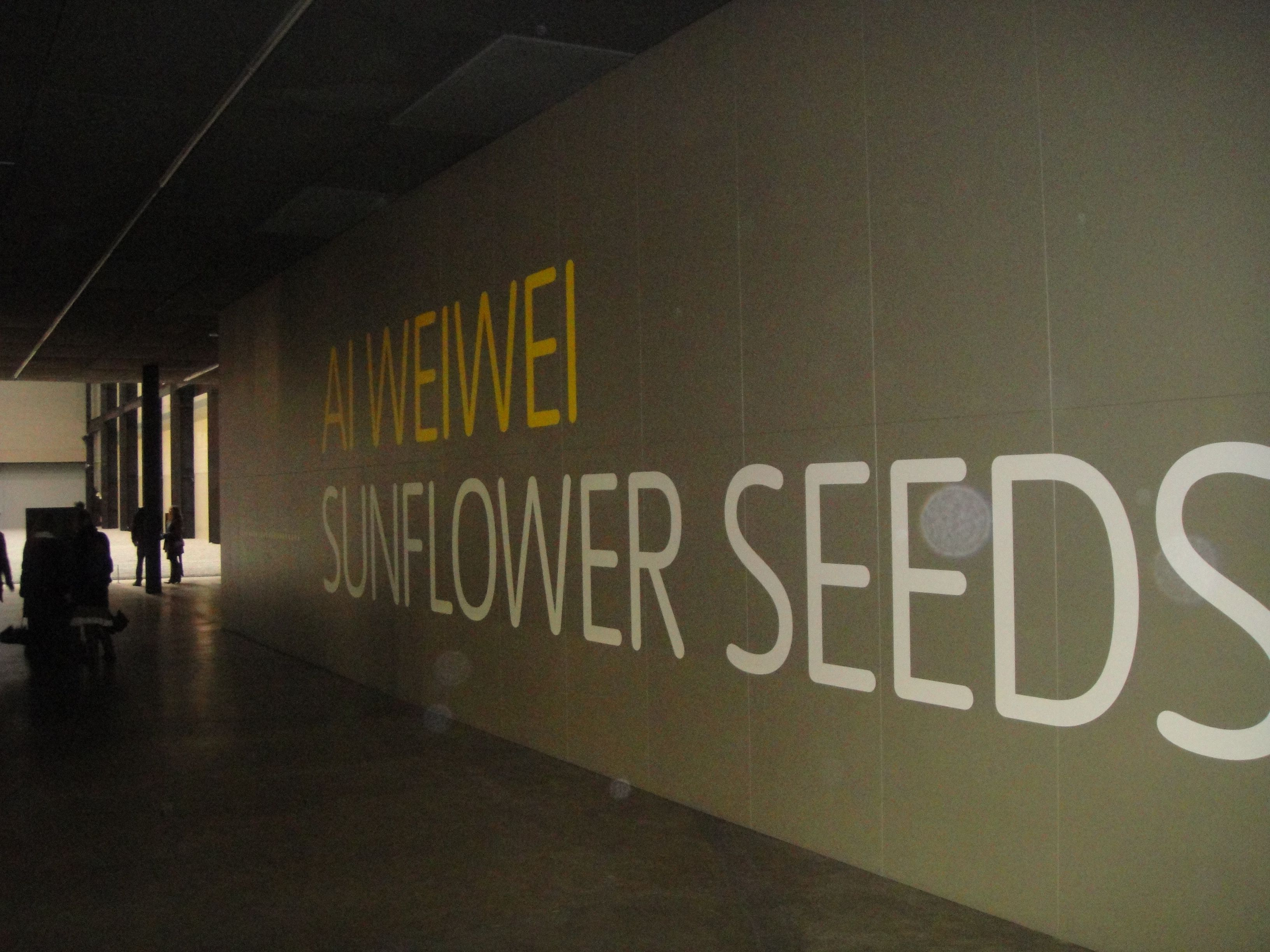
«Семена подсолнечника», январь 2011 г.
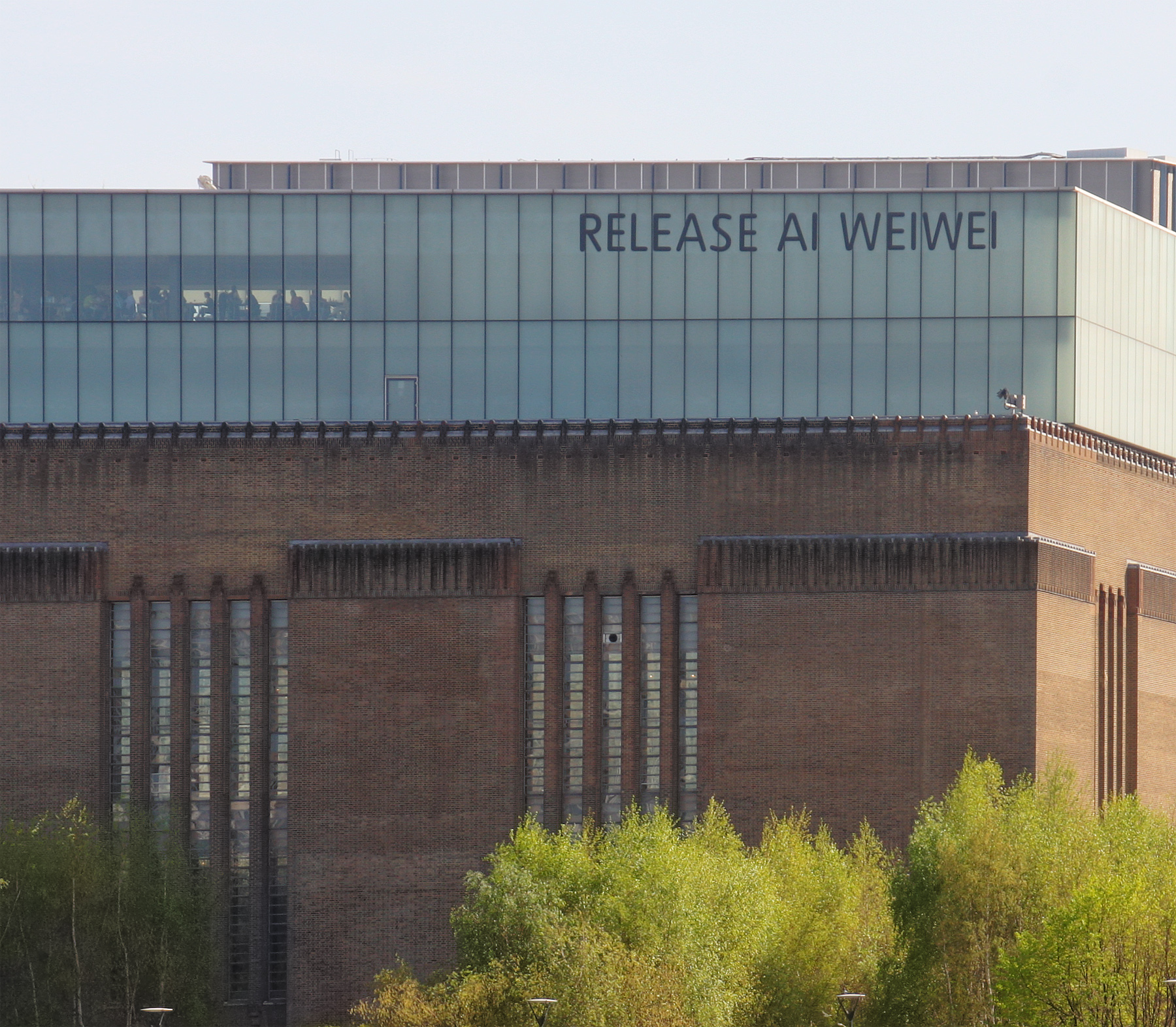
Фасад галереи Тейт Модерн, апрель 2011 г.

### Павильон в галерее Serpentine
1 июня 2012 года в лондонском Гайд-парке открылся временный павильон, сконструированный Ай Вэйвэем совместно с архитектурным бюро Herzog & de Meuron по заказу галереи Serpentine. Павильон расположен в углублении, вырытом на лужайке Гайд-парка. Интерьер павильона состоит из несимметрично вырезанных ступенек и сидений и полностью покрыт пробковым деревом. Венчает конструкцию плоская круглая крыша, заполнена водой. Из-за налоговых претензий Ай Вэйвэй не мог покидать Китай, поэтому работы по строительству своего павильона он координировал по «Скайпу».
На момент открытия павильон уже был приобретён миллиардером Лакшми Митталом, владельцем металлургической компании ArcelorMittal.

### Киноработы
В 2014 году Ай Вэйвэй снялся в короткометражном научно-фантастическом фильме американского режиссёра Джейсона Уишнау «Песчаная буря» («The Sand Storm») в роли Контрабандиста, доставляющего воду жителям мегаполиса будущего, живущим в условиях экологической катастрофы. Кроме того, художнику, его биографии и творчеству посвящено несколько документальных фильмов. В 2019 году Ай Вэйвэй в качестве режиссёра снял документальный фильм «The Rest» о судьбе беженцев в странах Европы.

## Персональные выставки
| - 2012 — «Нью-Йорк. 1983—1993». Мультимедиа Арт Музей, Москва. - 2012 — «Интерлейсинг». Музей Же-Де-Пом, Париж. - 2011 — «Ai Weiwei Absent». Taipei Fine Arts Museum, Тайбэй. - 2011 — Somerset House, Лондон. - 2011 — Lisson Gallery, Лондон. - 2010 — «Семена подсолнечника». Тейт Модерн, Лондон. - 2009 — «Is there going to be a title?», Haus der Kunst, Мюнхен. - 2009 — «According to What?», Mori Art Museum, Токио. - 2009 — «The Making of Art», Schirn Kunsthalle, Франкфурт. - 2009 — New York Photographs 1983—1993, Three Shadows Photography Art Centre, Пекин. - 2008 — Fairytale, Emerson Gallery at Hamilton College, Клинтон, Нью-Йорк. - 2008 — Fairytale, Institute of Modern Art, Брисбен. | - 2008 — Gallery Hyundai, Сеул. - 2008 — Under Construction, Campbelltown Arts Centre, Кэмпбелтаун. - 2008 — Under Construction, Sherman Contemporary Art Foundation, Сидней. - 2008 — Mary Boone Gallery, Нью-Йорк. - 2008 — Groninger Museum, Гронинген. - 2007 — Galerie Urs Meile, Пекин-Люцерн, Люцерн. - 2006 — Fragments, Galerie Urs Meile, Пекин-Люцерн, Пекин. - 2004 — Robert Miller Gallery, Нью-Йорк. - 2004 — Ай Вейвей, Kunsthalle Bern, Берн. - 2003 — Galerie Urs Meile, Beijing-Lucerne, Lucerne, Швейцария. - 1988 — «Old Shoes — Safe Sex», Art Waves Gallery, Нью-Йорк. - 1982 — Asian Foundation, Сан Франциско. |

## Вэйвэй в России
- 21 апреля 2011 года в Ростове-на-Дону (Россия) на дверях знаменитого Туалета на Газетном был обнаружен микро-стикер с призывом «Свободу Вэйвэю»[47]. Позднее это событие было определено прессой как нано-протестное выступление в поддержку знаменитого художника, преследуемого властями Китая[48][49].
- Согласно решению куратора IV Московской биеннале современного искусства Петера Вайбеля, в этой московской биеннале приняла участие сделанная в 2005 году работа Ай Вэйвэя «Пекин: второе кольцо», представляющая собой видео, снятое на одной из кольцевых магистралей китайской столицы[50].
- В апреле 2012 года в Москве в рамках Московской Фотобиеннале в Мультимедиа Арт Музее открылась выставка фотографий Ай Вэйвэя «Нью-Йорк. 1983—1993»[42]. На этой выставке были представлены фотографии из собрания, включающего более 10 000 снимков, отражающих взгляд Ай Вэйвэя на искусство и общество и зафиксировавших историю, культуру и атмосферу Нью-Йорка 1980-х[42].

## Звания, титулы
- В мае 2011 года Королевская академия в Великобритании присвоила Ай Вэйвэю титул почётного академика[51].